# Organisation internationale de la francophonie
L’Organisation internationale de la francophonie (OIF) est une organisation intergouvernementale composée de 90 États ou gouvernements, qui sont pour la plupart d'anciens territoires de l'Empire colonial français.
L'OIF émerge dans le contexte du processus de décolonisation au milieu du XXe siècle. Créée en 1970, elle a pour mission de promouvoir la langue française et la diversité culturelle et linguistique, de promouvoir la paix, la démocratie et les droits de l’homme, d'appuyer l'éducation et la recherche et de développer la coopération.
Les États membres n'ont aucune obligation les uns envers les autres et les pays non-francophones peuvent également demander leur adhésion ou le statut d'observateur pour développer leur commerce avec la langue française.

## Historique
L’historique de l’Organisation internationale de la francophonie s’inscrit dans une structuration de la francophonie à l’échelle internationale. Celle-ci débute par une structuration sous un angle associatif avec la création en 1926 de l’Association des écrivains de langue française (Adelf), puis de l'Union internationale des journalistes et de la presse de langue française en 1950, et de la Communauté des radios publiques de langue française (CRPLF) en 1955. En 1961 est créée l'Association des universités partiellement ou entièrement de langue française (AUPELF).
Elle se poursuit dans les années 1960, dans le contexte de la décolonisation, après la disparition de l'Union française (1946-1958) et de la Communauté française (1958-1960), elles-mêmes issue de l'Empire colonial français,,,. Les premiers signes de l'émergence d’une communauté politique internationale ont lieu également à cette période. Les premières initiatives notables sur le plan politique, sont des conférences de ministres francophones : d’abord de l’Éducation nationale en 1960 (CONFEMEN), puis de la Jeunesse et des Sports en 1969 (CONFEJES). Avec entre-temps, en 1967, la création de l'Association internationale des parlementaires de langue française (AIPLF).

### De 1970 à 1997: l’Agence de coopération culturelle et technique (ACCT)

Les nations représentées à la conférence de Niamey en 1970.

L’Agence de coopération culturelle et technique (ACCT), première organisation intergouvernementale de la francophonie, est créée à l'issue de la deuxième conférence intergouvernementale des États francophones, à Niamey, le 20 mars 1970. Cette conférence fait suite à une première conférence intergouvernementale également à Niamey, un an plus tôt, placée sous le patronage du ministre français des Affaires culturelles André Malraux qui avait abouti à la création d'un secrétariat provisoire.
La création de l'ACCT se matérialise par la signature d'une charte par 21 pays. L'enjeu de la rédaction de la charte était pour la France de trouver une formule susceptible à la fois de rallier les Africains, à l'origine de l'idée, en particulier les présidents Senghor du Sénégal, Diori du Niger et Bourguiba de Tunisie, et de permettre une participation éventuelle du Québec à la Francophonie.
Jusqu'en 1986, l'ACCT ne touche qu'aux domaines de coopération technique et culturelle. La francophonie politique prend forme avec l'organisation du premier Sommet de la francophonie, en 1986 à Versailles.

### De 1998 à 2005: l’Agence intergouvernementale de la francophonie
Deux sommets de la francophonie (Cotonou en 1995 et Hanoï en 1997) conduisent une importante réforme institutionnelle, dans l’objectif de donner une visibilité accrue à la francophonie. Cette réforme se concrétise par la mise en place d'un secrétariat général de la francophonie, dont le premier titulaire est Boutros Boutros-Ghali, ancien secrétaire général de l’Organisation des Nations unies (ONU). La charte de l’ACCT est révisée et devient la charte de la francophonie, adoptée en 1997.
Dans la continuité, l’ACCT devient l'Agence intergouvernementale de la francophonie en 1998.

### Depuis 2006, l’Organisation internationale de la francophonie
Le 23 novembre 2005, la conférence ministérielle réunie à Antananarivo adopte une nouvelle charte par laquelle l'Agence intergouvernementale de la francophonie est intégrée au sein de l'Organisation internationale de la francophonie le 1er janvier 2006.
Le 17 mars 2025, le Niger et le Burkina Faso annoncent leur retrait de l’OIF. Le 18 mars 2025, le Mali annonce son retrait à son tour.

## Missions
L’OIF mène des actions en faveur de la langue française et de la coopération entre ses membres. Jusqu’en 1986, date des premiers Sommets de la Francophonie, elle gère des actions techniques et culturelles. Son champ de missions s’est élargi ensuite à des actions de coopération multilatérale, conformément aux quatre grandes missions fixées par les Sommets de la Francophonie : la promotion de la langue française et de la diversité culturelle et linguistique ; la promotion de la paix, de la démocratie et des droits de l’homme ; l'appui à l’éducation, la formation, l’enseignement supérieur et la recherche ; le développement de la coopération économique au service du développement durable.
L’évolution des missions de l’OIF est à mettre en parallèle avec le nombre et la diversité des États et gouvernements qui la composent, et en particulier le nombre d’États non francophones en son sein. Au sein des gouvernements membres, plusieurs voix se sont élevées parmi les défenseurs de la francophonie pour demander à l’OIF de se recentrer sur ses missions premières, en pointant du doigt le risque d’éparpillement des activités. Elles se sont plus particulièrement exprimées en marge du Sommet de la francophonie de 2018, à Ottawa,, à l'occasion de l’élection du nouveau secrétaire général de la Francophonie.
En France, deux rapports complets font le bilan des actions et missions de l’OIF en 2017. Le Sénat produit un rapport d'information sur la francophonie dans lequel il préconise que la langue reste le cœur de métier de l'OIF. Le rapport d’évaluation du ministère des Affaires étrangères et du développement international conclut à un niveau justifié de la contribution de la France à l’OIF même si le cadre est perfectible.

## Gouvernance

### Membres de l’Organisation internationale de la francophonie
L’Organisation internationale de la francophonie compte, en 2024, 93 états et gouvernements dont 56 membres, 5 associés et 32 observateurs, répartis en 7 régions du monde. Parlé par 321 millions de locuteurs francophones dans le monde, le français a statut de langue officielle, seul ou avec d’autres langues, dans 32 États et gouvernements membres de l’OIF.

### Instances politiques

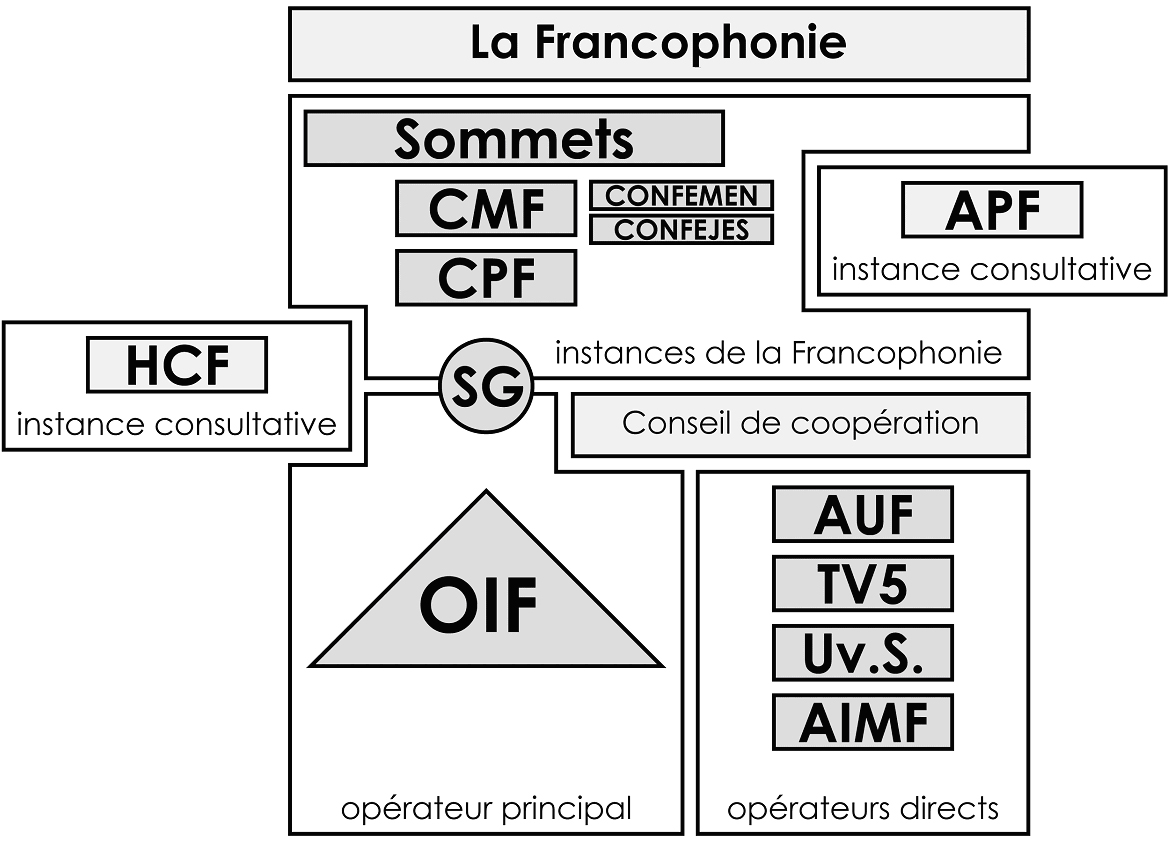
Organigramme de la francophonie après la CMF 2005 à Antananarivo. L'OIF est devenue l'opérateur principale de la francophonie en remplaçant l'AUF.

L’OIF est placée sous l’autorité de trois instances politiques : Le Sommet des chefs d'État et de gouvernement, appelé Sommet de la Francophonie, la Conférence ministérielle de la francophonie (CMF) et le Conseil permanent de la francophonie (CPF).

#### Sommet des chefs d’État et de gouvernement

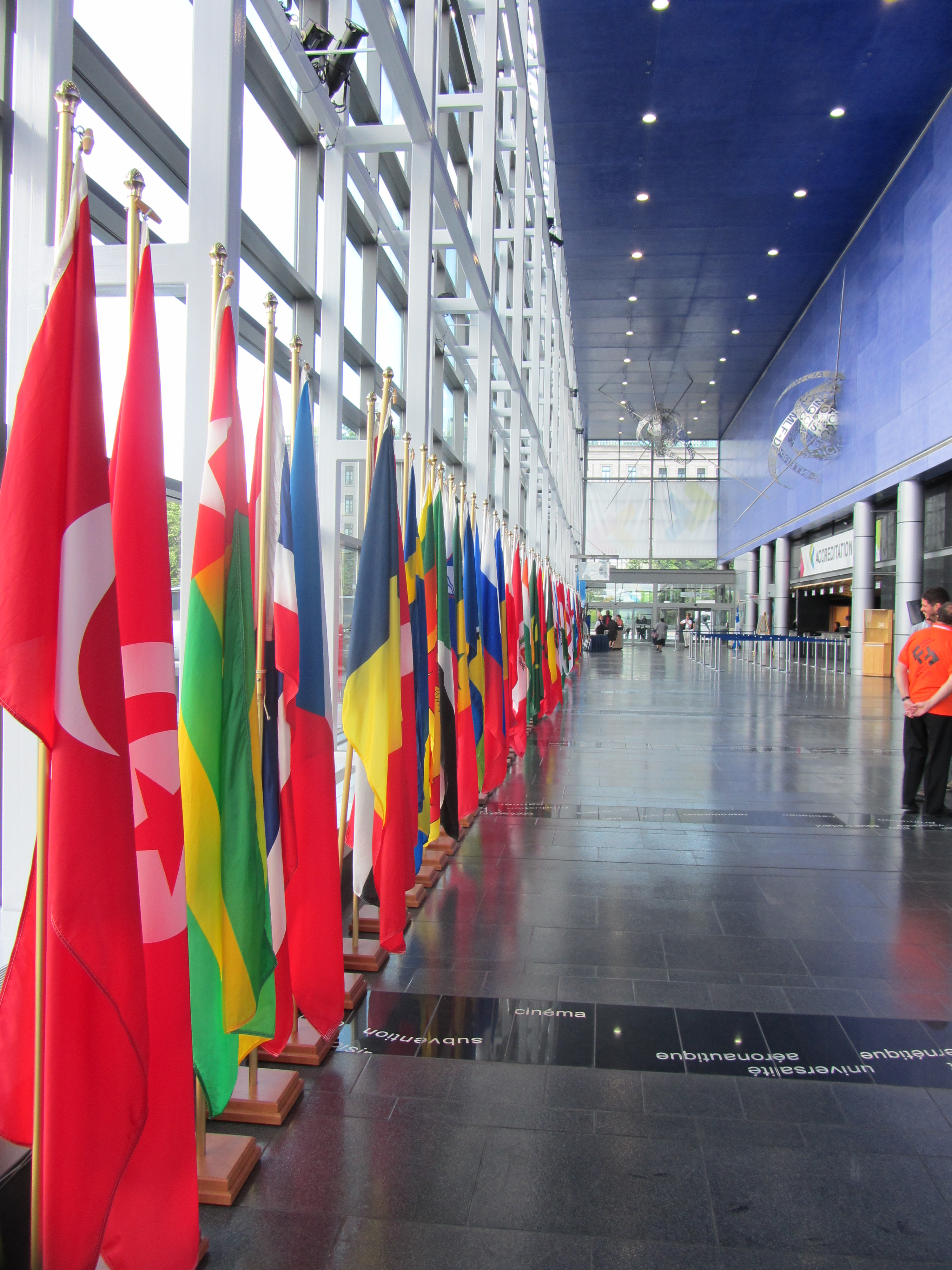
Drapeaux des membres de la francophonie

Le Sommet de la Francophonie, conférence des chefs d’État et de gouvernement, est la plus haute instance de l'OIF. Il se réunit en principe tous les deux ans afin de définir les grandes orientations politiques de la francophonie.
| Sommet | Lieu                        | Dates                |
| ------ | --------------------------- | -------------------- |
| Ier    | Versailles                  | 17-19 février 1986   |
| IIe    | Québec                      | 2-4 septembre 1987   |
| IIIe   | Dakar                       | 24-26 mai 1989       |
| IVe    | Paris                       | 19-21 novembre 1991  |
| Ve     | Grand Baie                  | 16-18 octobre 1993   |
| VIe    | Cotonou                     | 2-4 décembre 1995    |
| VIIe   | Hanoï                       | 14-16 novembre 1997  |
| VIIIe  | Moncton                     | 3-5 septembre 1999   |
| IXe    | Beyrouth                    | 18-20 octobre 2002   |
| Xe     | Ouagadougou                 | 26-27 novembre 2004  |
| XIe    | Bucarest                    | 28-29 septembre 2006 |
| XIIe   | Québec                      | 17-19 octobre 2008   |
| XIIIe  | Montreux                    | 22-24 octobre 2010   |
| XIVe   | Kinshasa                    | 12-14 octobre 2012   |
| XVe    | Dakar                       | 28-30 novembre 2014  |
| XVIe   | Antananarivo                | 26-27 novembre 2016  |
| XVIIe  | Erevan                      | 11-12 octobre 2018   |
| XVIIIe | Djerba                      | 19-20 novembre 2022  |
| XIXe   | Villers-Cotterêts Paris     | 4-5 octobre 2024     |
| XXe    | ville du Cambodge à définir | 2026                 |

#### Conférence ministérielle de la francophonie
La Conférence ministérielle de la francophonie (CMF) assure la continuité politique du Sommet de la francophonie.

#### Conseil permanent de la francophonie
Le Conseil permanent de la francophonie (CPF) est chargé de la préparation et du suivi du Sommet de la francophonie, sous l’autorité de la Conférence ministérielle. Il exerce un rôle d’animation et de coordination. Présidé par le secrétaire général de la Francophonie, cette instance est composée des représentants personnels des chefs d'État ou de gouvernement.

## Fonctionnement de l'OIF

### Secrétaire général
Le Secrétaire général est la clé de voûte du dispositif institutionnel de la Francophonie, dont il conduit l'action politique. Il dirige l’OIF. Nommée par le Sommet de la Francophonie de 2018, puis réélue à l'issue de celui de Djerba en 2022, Louise Mushikiwabo exerce la fonction depuis le 1er janvier 2019. Elle a pris la suite de Michaëlle Jean, qui avait elle-même succédé à Abdou Diouf, en poste de 2003 à 2014.
Le secrétaire général nomme un administrateur chargé d’exécuter et de gérer la coopération, par délégation. Caroline St-Hilaire a été nommée à cette fonction le 19 mars 2023.

### Organisation interne

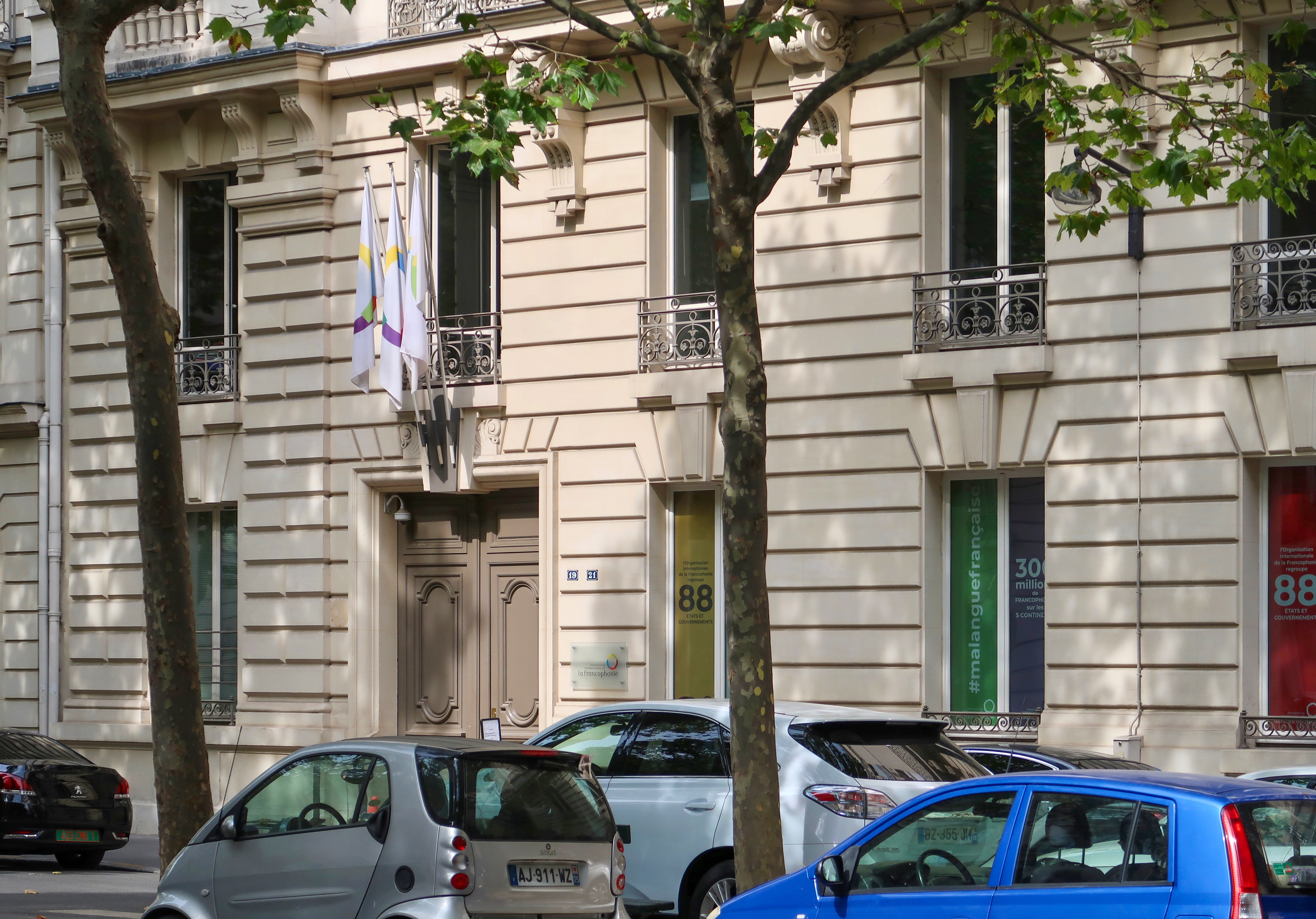
Siège de l'OIF, no 19-21 avenue Bosquet (7e arrondissement de Paris).

L’OIF compte plusieurs unités de programme qui œuvrent dans le cadre de ses principales missions : langue française et diversité culturelle, affaires politiques et gouvernance démocratique, éducation et formation, économie et numérique, développement durable, jeunesse sport et citoyenneté, égalité femmes-hommes ; ainsi que des unités d’appui.
Elle dispose de quatre représentations extérieures auprès d'organisations internationales : à Addis-Abeba auprès de l’Union africaine et de la Commission économique de l’Afrique de l’ONU, à Bruxelles auprès de l’Union européenne, à New York et à Genève auprès des Nations unies.
Neuf autres représentations extérieures ont vocation à relayer l'action de l'OIF au niveau régional : à Lomé (Togo) pour l’Afrique de l’Ouest, à Libreville (Gabon) pour l’Afrique centrale, à Tunis (Tunisie) pour l'Afrique du Nord, à Hanoï (Vietnam) pour la zone Asie-Pacifique, à Port-au-Prince (Haïti) pour la Caraïbe et l’Amérique latine, à Bucarest (Roumanie) pour l’Europe centrale et orientale, à Beyrouth (Liban) pour le Moyen-Orient, à Québec (Canada-Québec) pour les Amériques, ainsi qu'à Antananarivo (Madagascar) pour l’océan Indien.
L'OIF dispose également d'organes subsidiaires : l'Institut de la francophonie pour le développement durable (IFDD) à Québec et l'Institut de la Francophonie pour l'éducation et la formation (IFEF), basé à Dakar, ainsi que le Comité international des Jeux de la Francophonie (CIJF) à Paris.
Enfin, l'Observatoire de la langue française produit tous les quatre ans un rapport sur la langue française dans le monde. Le dernier en date, publié en 2022, estime à 321 millions le nombre de locuteurs du français dans le monde.
Environ 300 employés travaillent à l'OIF, au siège à Paris ou dans les représentations extérieures.

### Budget
En 2024, le budget de l'OIF s'élève à 67 millions d'euros.

## La coopération francophone

### Les acteurs de la Charte de la francophonie
Pour mettre en œuvre la coopération multilatérale francophone, l’OIF agit en synergie avec l’Assemblée parlementaire de la francophonie, qui est l’Assemblée consultative de la Francophonie, et les quatre opérateurs du Sommet :
- l'Agence universitaire de la Francophonie ;
- TV5 Monde ;
- l'Université Senghor d'Alexandrie ;
- l'Association internationale des maires francophones.

Dans ce dispositif institutionnel figurent également deux conférences ministérielles permanentes qui sont aussi les deux plus anciennes institutions francophones : la Conférence des ministres de l'Éducation des États et gouvernements de la Francophonie (CONFEMEN) et la Conférence des ministres de la Jeunesse et des Sports de la Francophonie (CONFEJES).
La société civile, représentée par la Conférence des OING de la Francophonie, ou encore les 16 réseaux institutionnels de la Francophonie jouent également un rôle dans cette coopération multilatérale.

### Les grands événements

#### Journée internationale de la Francophonie
Chaque année, à la date du 20 mars, est célébrée partout dans le monde la Journée internationale de la Francophonie. L'occasion pour les francophones et non-francophones de célébrer leur attachement à langue française et à la francophonie en organisant des spectacles, des rencontres littéraires, des débats, des projections de films dans des lieux publics ou privés, des écoles, des instituts français, en format virtuel, etc.

#### Jeux de la Francophonie
Les Jeux de la Francophonie se déroulent tous les quatre ans. Un concept original qui allie compétition multisports et concours culturels.

### Les programmes phares

#### Mobilité des professeurs
L'avenir de la langue française dépend en grande partie de l'amélioration de la qualité des systèmes éducatifs, notamment en Afrique où se concentrent 60 % des locuteurs quotidiens. Déployé au Ghana et au Rwanda, le programme de mobilité permet à des enseignantes et enseignants de français issus de différents pays francophones de venir enseigner durant une année scolaire dans des classes primaires de ces deux pays.

#### La Francophonie avec Elles
Lancé dans le sillage de la pandémie de Covid-19, le Fonds « La Francophonie avec Elles » a pour objectif d'aider les femmes et les jeunes filles qui sont souvent les premières victimes des crises. Une initiative de solidarité qui finance des actions de terrain de la société civile en vue de renforcer l'autonomisation économique de ces femmes.

#### Prix des 5 continents de la Francophonie
Créé en 2001, le Prix des cinq continents de la Francophonie met en lumière des talents littéraires du monde francophone, reflets de la diversité des expressions culturelles en langue française. Chaque année, les six comités de lecture (Belgique, Canada-Québec, Congo, France, Sénégal, Vietnam) présélectionnent dix finalistes parmi les dizaines de romans proposés par les éditeurs, avant que le jury international ne désigne le lauréat et une mention spéciale.

#### D-CLIC, formez-vous au numérique
Le programme « D-CLIC, formez-vous au numérique » a pour but de faciliter l'employabilité des jeunes en renforçant leurs compétences numériques, notamment dans les métiers du développement web/mobile, de l'impression 3D ou du marketing digital. Un millier de jeunes ont été formés en 2021 dans 10 pays francophones : Côte d’Ivoire, Djibouti, Gabon, Haïti, Madagascar, Mali, Niger, RDC, Togo et Tunisie.

#### Lutte contre la désinformation
Pour renforcer la réponse des États et d’autres acteurs face aux désordres ou manipulations de l’information, un projet de lutte contre la désinformation a été lancé à l'échelle de la Francophonie : une plateforme recense les initiatives de lutte contre la désinformation et des structures de vérification des faits de différents pays coopèrent ensemble.

## Critiques

### Question des droits de l'Homme
Le peu de cas que ferait l'OIF des droits de l'homme – pourtant qualifiés « d'impératifs catégoriques » par le secrétaire général Boutros Boutros-Ghali – au sein même de l'organisation est dénoncé, particulièrement depuis 1999 alors que celle-ci fait l'objet de vives attaques dans la presse canadienne en marge du Sommet de Moncton (Nouveau-Brunswick). Les journaux soulignent l'hypocrisie de l'OIF mais également du Canada, qui tout en inscrivant le respect des droits de l'homme comme objectif prioritaire, s'abstiennent de critiquer, et encore moins de sanctionner les pays membres dirigés par des « tyrans ». On rappelle qu'Amnesty International a compté pas moins de 35 pays membres de l'OIF coupables de violation des droits de l’homme, tandis que Reporters sans frontières en comptabilisait 15 où la liberté de la presse n’est pas respectée,. Vingt ans plus tard, l'état des lieux en matière de démocratie, de bonne gouvernance et de respect des droits de l'Homme au sein de plusieurs pays membres a peu changé. À cet égard, la décision du président Emmanuel Macron en 2018 d’imposer comme nouvelle secrétaire générale de l'OIF Louise Mushikiwabo, ministre des Affaires étrangères du Rwanda et ferme soutien du président Paul Kagame, a été vivement critiquée. Une tribune signée par quatre anciens ministres français chargés de la francophonie dénonce, d'une part, une décision unilatérale du président français prise sans concertation aucune avec les 80 pays membres, et, d'autre part, un choix fort critiquable eu égard au fait que le Rwanda est loin d'être un modèle qu’en matière de démocratie et des droits de l'homme.
En matière de démocratie, de droits et de libertés, la Francophonie s'est dotée en 2000 d'un texte normatif : la Déclaration de Bamako. En cas de rupture de l'ordre constitutionnel ou de violations des droits de l’Homme dans un de ses pays membres, elle peut engager des actions allant jusqu'à la suspension de ce pays.
Les chefs d'État et de gouvernement francophones ont réélu Louise Mushikiwabo au poste de Secrétaire générale lors du Sommet de Djerba (novembre 2022), validant son projet pour la Francophonie.

### Élargissement des membres
Tout comme l'augmentation des champs d’action de l'organisation, l'accroissement constant du nombre d'États et de gouvernements membres, qui est passé de 21 à sa fondation en 1970, à 88 en 2019 – et dont plus de la moitié n'ont qu'un rapport lointain sinon inexistant avec la langue française – est un sujet de préoccupation et de critiques. Dans un ouvrage sur l'espace francophone publié en 1996, les linguistes Daniel Baggioni et Roland Breton font observer à propos des dernières candidatures que « les arguments manquent pour justifier intellectuellement l'adhésion de la Bulgarie ou de l'Angola. Seuls les critères politico-diplomatiques peuvent expliquer ces curieuses extensions de la francophonie ». À la même époque, Xavier Deniau, fondateur de l'Association des parlementaires de langue française et auteur de La Francophonie dit craindre que l'élargissement de la Francophonie à des pays qui ne parlent pratiquement pas français contribue à diluer l'action de celle-ci. L'arrivée de l’ex-secrétaire général de l’ONU Boutros-Ghali à la tête de l'OIF va accélérer à la fois l'adhésion de nouveaux membres et l'augmentation des objectifs et missions. On parle alors de « mini ONU » ou d'« ONU-bis ». Jacques Legendre, rapporteur sur la francophonie au sein de la commission des affaires culturelles du Sénat français, dit craindre que l'organisation devienne un « doublon médiocre de l'assemblée générale de l'ONU ».
En dépit des appels à un moratoire sur l'adhésion d’États qui ont peu ou rien à voir avec la francophonie, chaque nouveau sommet apporte sa fournée hétéroclite d'États non francophones — la Bosnie-Herzégovine, la République dominicaine, les Émirats arabes unis, l'Estonie et le Monténégro en 2010, le Qatar et l'Uruguay en 2012, le Mexique, le Costa Rica et le Kosovo en 2014. À cette occasion, le quotidien québécois Le Devoir, très engagé dans la francophonie et la défense du français, ironise sur « les allures de joyeuse maison de fous » que prend l'OIF et fait remarquer que plusieurs membres de l'OIF ne reconnaissent même pas le Kosovo comme État. Dans un article intitulé La francophonie en pleine errance, Marie Verdier du quotidien français La Croix se désole de « l'ouverture sans fin de l’OIF ». On a émis l’hypothèse que ces États cherchent dans l’OIF un autre espace d'influence, ce qui semble bien être le cas de l’Irlande, qui présente son adhésion à l'OIF en 2018 comme s'inscrivant dans son plan Global Ireland qui vise à « intensifier la présence et de doubler l’influence de l’Irlande dans le monde à l'horizon 2025 ».
Cependant, à l'issue du Sommet d'Erevan (Arménie), en 2018, les États et gouvernements ont décidé de surseoir au processus d’adhésion et de mener une réflexion approfondie sur l’identité de la Francophonie. Celle-ci s'est concrétisée quatre ans plus tard lors du Sommet de Djerba, en novembre 2022, par l'adoption d'un nouveau règlement qui rationalise la procédure d’adhésion auprès de l’OIF.

### Gestion interne
L'organisation a été mise en cause en 2018 par certains médias pour sa politique de ressources humaines ainsi que pour les défauts de son contrôle de gestion, et l'allocation de ses ressources.